# Camp Olier
Camp Olier est un camp d'été près du Lac Ouimet à Sainte-Anne-des-Lacs, Québec, en pleine nature. Il accueille les jeunes de 8 à 16 ans et offre des séjours d'une durée de 2 semaines. Il a été fondé en 1954 et est une société à but non lucratif.
Différents sites sont exploités. Les activités comprennent théâtre, artisanat, soirées de contes autour d'un feu de camp, des marches en forêt et d'autres activités. Les activités offertes sont très variées.

## Référence
- Camp Olier